# 33589 Edwardkim
33589 Edwardkim este o planetă minoră (asteroid), cu un diametru de 6,432 km, din centura de asteroizi. A fost descoperită pe 10 mai 1999 la Experimental Test Site⁠(d) de Lincoln Near-Earth Asteroid Research. 
Obiectul prezintă o orbită caracterizată de o semiaxă mare de 3,0693664 UAi, o excentricitate de 0,2, o înclinație de 3,16883 ° în raport cu ecliptica.